# Charles-Ferdinand Ceramano

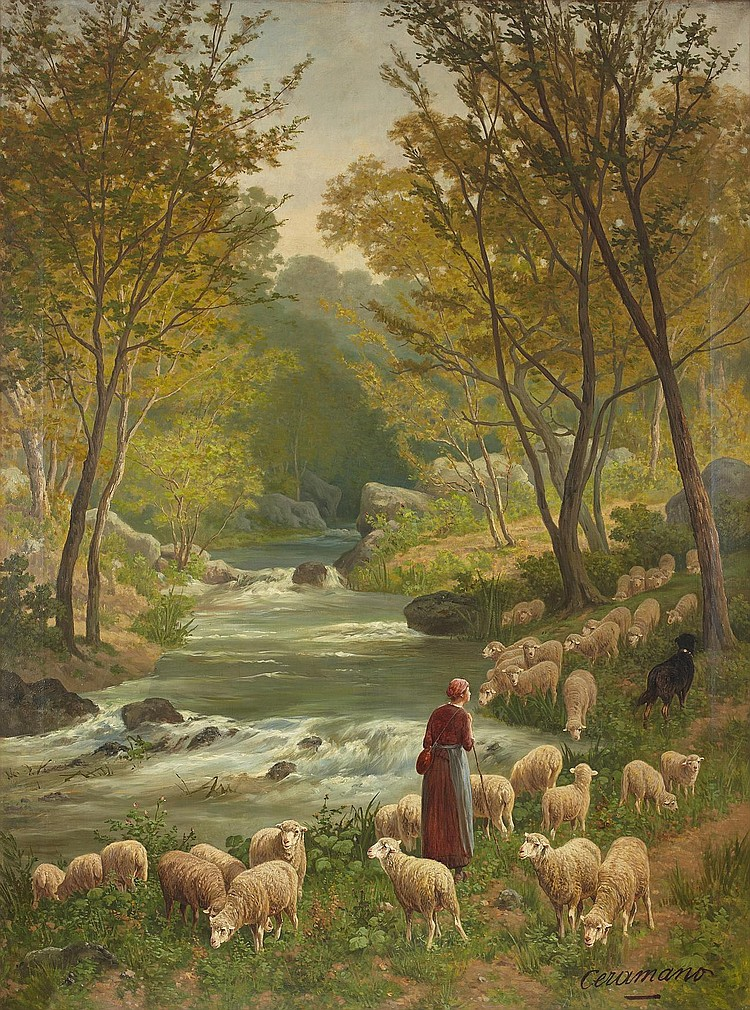
Hirtin am Ufer

Charles Ferdinand Ceramano, Pseudonym von Charles Ferdinand Semain, (* 31. Mai 1831 in Tielt; † 22. April 1909 in Barbizon) war ein belgischer Landschafts- und Tiermaler sowie Illustrator der Schule von Barbizon.
Charles Ferdinand Semain war als zweites von neun Kindern von Philippe Sermain, Dekorateur aus Kortrijk, und seiner Frau Anna Gheysens geboren.  Das Ehepaar ließ sich 1829, einige Zeit nach ihrer Heirat, in Tielt nieder.
Von 1844 bis 1845 studierte er an der neu gegründeten Tielter Kunstschule.
Die Familie zog 1849 um und ließ sich in Brüssel nieder, wo er dem Atelier des Tiermalers Eugène Verboeckhoven (1798–1881) beitrat.  Er heiratete am 21. Juni 1858 die Näherin Clémentine George. Die Ehe zerfiel nach einigen Jahren.
Er zog im Herbst 1872 ins Atelier des Narcisso Virgilio Díaz de la Peña nach Barbizon. Von diesem Moment an nahm er das Pseudonym „Ceramano“ an.
In Barbizon malte er Tiere und romantische Landschaften mit Schafherden im Vordergrund. Seine Werke zeigten den Einfluss von Charles Jacque.
Seine Waldlandschaft erwarb der Kunstliebhaber und Kunsthändler Joseph Bula aus Chicago, der Ceramano in den Vereinigten Staaten bekannt machte.
1878 kaufte er ein kleines Haus, das er „Vertefeuille“ nannte, in der Grande rue de Barbizon. Bei der Volkszählung von 1881 lebte er mit Marie Jeanne Rosalie Van Eeckhout, der Schwester seines Zeugen in seiner ersten Ehe, sowie einem Jungen und einem Mädchen zusammen. 1885 wohnte er in Paris.
Er ließ sich um 1888 im Vaux de Cernay nieder, etwa zwanzig Kilometer südlich von Versailles. Sein Freund, der Maler Léon Germain Pelouse (1838–1891), besaß dort ein Atelier. Er malte dort viele Gemälde. Ceramano kehrte 1896 nach Barbizon zurück.
Am 1. Oktober 1905 starb seine Frau, von der er lange getrennt war, in seinem Haus in Paris. Am 9. Juni 1906 heiratete er im Alter von 75 Jahren seine Partnerin Jeanne Rosalie Van Eeckhou, mit der er mehr als dreißig Jahre zusammengelebt hatte.